# Charles Vincent Walker
Charles Vincent Walker FRS (Marylebone, Middlesex, 20 de março de 1812 – Royal Tunbridge Wells, 24 de dezembro de 1882) foi um engenheiro eletricista e publicador inglês, um grande influenciador sobre o desenvolvimento das telecomunicações ferroviárias, a primeira pessoa a enviar um sinal de telégrafo submarino.

## Vida
Nascido em Marylebone, Middlesex, filho de Vincent e Ann née Blake, sua educação elementar e treinamento em engenharia são incertos. Contudo, por volta de 1838 adquiriu algum conhecimento de eletricidade e ajudou a fundar a London Electrical Society. Walker foi secretário e tesoureiro da sociedade no seus dias iniciais e editou seu Proceedings de 1841 a 1843. Também fundou o Electrical Magazine, embora somente dois volumes tenham aparecido em 1841–1843.
Também em 1841 Walker trabalhou no Manual of Electricity, Magnetism and Meteorology, que fazia parte da Cabinet Cyclopedia de Dionysius Lardner. Walker também publicou seu próprio livro sobre Electrotype Manipulation, seguido por Electric Telegraph Manipulation (1850), e muitos outros trabalhos científicos.

## Eletricista ferroviário
Em 1845 tornou-se eletricista da South Eastern Railway, um posto no qual trabalhou pelo resto de sua vida. Suas realizações incluíram:
- A primeira pessoa a isolar fios telegráficos com guta-percha;[1]
- Invenção de um dispositivo para proteger o equipamento telegráfico da eletricidade atmosférica;[1]
- Melhoramento de baterias de grafite;[1]
- Sinais horários transmitidos para estações ferroviárias do Observatório Real de Greenwich, introduzido seguindo colaboração de Walker com o Astrônomo Real Britânico George Biddell Airy (1849);[1][2]
- Um dispositivo para permitir que os passageiros se comuniquem com o guarda; patenteado em 1866;
- Um display de plataforma, patenteado em 1876.[1]

## Telégrafo submarino
Seu trabalho com a guta-percha levou-o a ver a oportunidade de uma comunicação por cabo submarino e enviar a primeira mensagem telegráfica submarina em 13 de outubro de 1848 por um cabo de 3,2 km de Folkestone para um navio e de volta.

## Morte e vida pessoal
Walker morreu de insuficiência cardíaca em Royal Tunbridge Wells, Kent. Embora pareça ter morrido viúvo, nada se sabe de sua mulher.

## Cargos e honrarias
- Royal Meteorological Society
  - Membro, (1850);[1]
  - Presidente, (1869–1870);[1]
  - Editor do Proceedings, (1861–1864);[1]
- Membro da Royal Society, (1855);[1]
- Fellow da Royal Astronomical Society, (1858);[1]
- Presidente da Society of Telegraph Engineers and Electricians, (1876).[1]